# Amurska ploča
Amurska ploča (povremeno se naziva i Kineska ploča ) manja je tektonska ploča na sjevernoj i istočnoj polutci. Obuhvaća Mandžuriju, Korejski poluotok, Japansko more i jug ruskog Dalekog istoka. Nekada se smatralo da je dio Euroazijske ploče, Amurska ploča se danas općenito smatra zasebnom pločom koja se kreće jugoistočno u odnosu na Euroazijsku ploču. Amurska ploča je dobila ime po rijeci Amur, koja čini granicu između ruskog Dalekog istoka i sjeveroistočne Kine. Omeđena je na sjeveru, zapadu i jugozapadu Euroazijskom pločom, na istoku Ohotskom pločom, na jugoistoku Filipinskom pločom duž jaraka Suruga i Nankai, te pločama Okinawa i Jangce.
Zona Bajkalskog rascjepa smatra se granicom između Amurske i Euroazijske ploče. GPS mjerenja pokazuju da se ploča polako okreće u smjeru suprotnom od kazaljke na satu.
Amurska ploča je možda bila uključena u potres u Tangshanu 1976. u Kini. 

## Daljnje čitanje
- Dongping Wei and Tetsuzo Seno. 1998. Determination of the Amurian Plate Motion. Mantle Dynamics and Plate Interactions in East Asia, Geodynamics Series. v.27, edited by M. F. J. Flower et al., 419p, AGU, Washington D.C. (abstract  Arhivirana inačica izvorne stranice od 30. kolovoza 2007. (Wayback Machine))